# Dvorjane
Dvorjane este o localitate din comuna Duplek, Slovenia, cu o populație de 651 de locuitori.